# The Magical Revolution of the Reincarnated Princess and the Genius Young Lady
The Magical Revolution of the Reincarnated Princess and the Genius Young Lady (jap. 転生王女と天才令嬢の魔法革命 Tensei ōjo to tensai reijō no mahō kakumei) – seria light novel napisana przez Piero Karasu i zilustrowana przez Yuri Kisaragi. Była publikowana online od lutego 2019 do sierpnia 2021 w serwisie Shōsetsuka ni narō. Później została przejęta przez wydawnictwo Fujimi Shobō, które wydaje ją od stycznia 2020 pod imprintem Fujimi Fantasia Bunko. 
Na jej podstawie powstała manga zilustrowana przez Harutsugu Nadakę, która ukazuje się od lipca 2020 w magazynie „Dengeki Maoh” wydawnictwa ASCII Media Works. Seria doczekała się również adaptacji anime, za produkcję której odpowiadało studio Diomedéa. Serial był emitowany od stycznia do marca 2023.

## Fabuła
Anisphia, księżniczka, która przypomniała sobie wspomnienia ze swojego poprzedniego życia, wykazuje intensywne zamiłowanie do magii poskutkowane jej dawnym ja. Pewnego dnia staje się świadkiem magicznego incydentu, w wyniku którego jej brat Algard zerwał zaręczyny ze swoją narzeczoną, Euphyllią. Jako, że Euphyllia została pozbawiona tytułu następnej monarchini królestwa, Anisphia proponuje jej, by zamieszkała z nią i wspólnie badały magię, planując jednocześnie sposób na odzyskanie jej dobrego imienia.

## Bohaterowie
- Anisphia Wynn Palettia (jap. アニスフィア・ウィン・パレッティア Anisufia Uin Parettia)

Seiyū: Sayaka Senbongi 
Pierwsza księżniczka Królestwa Palettii. Została reinkarnowana, zachowując wszystkie wspomnienia dotyczące nowoczesnej technologii, dzięki czemu w obecnym życiu jest zapaloną wynalazczynią. Chociaż jest uważana za dziwną i zainteresowaną jedynie swoimi wynalazkami, w rzeczywistości myśli o swoim kraju bardziej niż ktokolwiek inny.
- Euphyllia Magenta (jap. ユフィリア・マゼンタ Yufiria Mazenta)

Seiyū: Manaka Iwami 
Córka księcia Magenty. Jest bardzo utalentowana w nauce, magii, polityce i sztukach walki, jednakże ma chłodne usposobienie, które trzyma innych z daleka.
- Illya Coral (jap. イリア・コーラル Iria Kōraru)

Seiyū: Ai Kakuma 
Służąca Anisphii. Jest wobec niej bardzo lojalna, ponieważ ta pomogła jej w przeszłości.
- Algard von Palletia (jap. アルガルド・ボナ・パレッティア Arugarudo Bona Parettia)

Seiyū: Shogo Sakata 
Młodszy brat Anisphii i książę koronny Królestwa Palettii, ponieważ jego siostra zrzekła się prawa do tronu. Jest również byłym narzeczonym Euphie, z którą zerwał zaręczyny po tym, jak ta rzekomo znęcała się nad Lainie, jego prawdziwą miłością.
- Lainie Cyan (jap. レイニ・シアン Reini Shian)

Seiyū: Hina Yomiya 
Dziewczyna z gminu wyniesiona do rangi szlachcianki dzięki adopcji i miłości Algarda, nad którą Euphie rzekomo się znęcała. Ostatecznie okazuje się, że jest ona w rzeczywistości wampirzycą, która przez przypadek zauroczyła Algarda, a „znęcanie się” Euphie było tylko nieporozumieniem.
- Tilty Claret (jap. ティルティ・クラーレット Tiruti Kurāretto)

Seiyū: Yū Sasahara 
Szlachcianka niskiej rangi i jedyna przyjaciółka Anisphii do czasu pojawienia się Euphie. Urodziła się z potężną magią, która sprawiała, że była niestabilna psychicznie, przez co ludzie wierzyli, że jest „przeklęta”, dopóki Anisphia nie opracowała leku, który ograniczył jej magiczną moc.

## Light novel
Seria autorstwa Piero Karasu pierwotnie ukazywała się online między lutym 2019 a sierpniem 2021 w serwisie Shōsetsuka ni narō. Później została przejęta przez wydawnictwo Fujimi Shobō i wydana jako light novel z ilustracjami Yuri Kisaragi pod imprintem Fujimi Fantasia Bunko. Premiera pierwszego tomu odbyła się 18 stycznia 2020.
| Nr | Data wydania (język japoński) | ISBN (język japoński)  |
| -- | ----------------------------- | ---------------------- |
| 1  | 18 stycznia 2020              | ISBN 978-4-04-073476-7 |
| 2  | 20 maja 2020                  | ISBN 978-4-04-073691-4 |
| 3  | 20 stycznia 2021              | ISBN 978-4-04-073916-8 |
| 4  | 20 sierpnia 2021              | ISBN 978-4-04-074220-5 |
| 5  | 20 sierpnia 2022              | ISBN 978-4-04-074610-4 |
| 6  | 20 stycznia 2023              | ISBN 978-4-04-074846-7 |

## Manga
Adaptacja w formie mangi z ilustracjami Harutsugu Nadaki ukazuje się od 27 lipca 2020 w magazynie „Dengeki Maoh” wydawnictwa ASCII Media Works.
| Nr | Data wydania (język japoński) | ISBN (język japoński)  |
| -- | ----------------------------- | ---------------------- |
| 1  | 27 stycznia 2021              | ISBN 978-4-04-913655-5 |
| 2  | 27 sierpnia 2021              | ISBN 978-4-04-913896-2 |
| 3  | 10 lutego 2022                | ISBN 978-4-04-914251-8 |
| 4  | 26 sierpnia 2022              | ISBN 978-4-04-914551-9 |
| 5  | 27 marca 2023                 | ISBN 978-4-04-914881-7 |

## Anime
W sierpniu 2022 ogłoszono, że na podstawie powieści powstanie telewizyjny serial anime. Za jego produkcję odpowiadało studio Diomedéa, za reżyserię Shingo Tamaki, scenariusz napisał Wataru Watari, a postacie zaprojektowała Naomi Ide. Muzykę do serialu skomponowała Moe Hyūga. Seria była emitowana od 4 stycznia do 22 marca 2023 w AT-X i innych stacjach. Motywem otwierającym jest „Arcane Shell” autorstwa Hanatan, końcowym zaś „Only for You” w wykonaniu Sayaki Senbongi i Manaki Iwami. Prawa do streamingu serii poza Azją nabył Crunchyroll.